# إنهم يعيشون (فلم)
إنهم يعيشون (بالإنجليزية: They Live) هو فيلم رعب وخيال علمي أمريكي من إخراج جون كاربنتر سنة 1988، وبطولة كل من رودي بايبر وكيث ديفيد وميج فوستر.

## القصة
في إطار من الرعب والخيال العلمي والحركة، يكتشف أحد المشردين نظارة شمسية خاصة، لها من القدرة على كشف حقيقة أي شخص أمامه، وإذا به يكتشف أن الفضائيين في الواقع قد قاموا باحتلال الأرض، وحلوا محل البشر من وقت ما، وعليه التعامل مع تلك الحقيقة، وذلك الأمر الواقع.

## روابط خارجية
- مقالات تستعمل روابط فنية بلا صلة مع ويكي بيانات